# 彭明强
彭明强（？—），男，汉族，中国康复医学家。现任中日友好医院党委常委、副院长，中国康复医学会党委书记、常务副会长。